# Dreams (Will Come Alive)
Dreams (Will Come Alive) è un singolo discografico del gruppo musicale olandese 2 Brothers on the 4th Floor, pubblicato nel 1994. È il 4º singolo tratto dall'album di debutto del gruppo, Dreams.

## Il disco
Il singolo è stato pubblicato nei Paesi Bassi dall'etichetta discografica Lowland Records e distribuito a livello internazionale da altre etichette, in varie edizioni contenenti da 2 a 7 versioni della canzone. La versione più conosciuta è sicuramente quella radiofonica (Radio Version). È stato il singolo di maggior successo del gruppo. Ha raggiunto la 1ª posizione in classifica nel paese d'origine, i Paesi Bassi, la 4ª in Italia e la 6ª in Belgio.
La canzone è stata scritta dai 2 Brothers on the 4th Floor e da D-Rock, e prodotta dagli stessi 2 Brothers on the 4th Floor. Il brano, appartenente al genere eurodance, alterna ritornelli cantati da Des'Ray e strofe rappate da D-Rock. Curiosamente, le edizioni distribuite nel Regno Unito dalla Eternal Records includono una traccia senza il rap di D-Rock.
Il testo della canzone si rivolge a un bambino, incoraggiandolo a non smettere di sognare e a fare del suo meglio affinché i suoi sogni diventino realtà.
Il videoclip della canzone mostra due bambini che rappresentano i due cantanti da piccoli. Nel video è presente anche una DeLorean DMC-12, famosa per la saga di Ritorno al futuro.

## Tracce
CD Single Paesi Bassi (Lowland 2001046), Francia (CNR Music France 3037491)
1. Dreams (Will Come Alive) (Radio Version) – 4:24
2. Dreams (Will Come Alive) (Twenty 4 Seven Trance Mix) – 5:51 – Remix di Twenty 4 Seven

Durata totale: 10:15
CD Maxi-Single Paesi Bassi (Lowland 2001043), Germania (ZYX 7343-8), USA (Popular CRAB 12118-1), Canada (Quality Music QCDS 7149), Australia (Possum PDSCD 571)
1. Dreams (Will Come Alive) (Radio Version) – 4:24
2. Dreams (Will Come Alive) (Twenty 4 Seven Trance Mix) – 5:51 – Remix di Twenty 4 Seven
3. Dreams (Will Come Alive) (Lick Mix) – 4:18 – Remix di Lick
4. Dreams (Will Come Alive) (D.J. Paradize Underground Mix) – 4:09 – Remix di D.J. Paradize
5. Dreams (Will Come Alive) (Extended Version) – 5:07
6. Dreams (Will Come Alive) (Twenty 4 Seven Trance Dub) – 4:10 – Remix di Twenty 4 Seven

Durata totale: 27:59
Vinile 12" Paesi Bassi (Lowland 2001044), Italia (Pan-Pot 032), Germania (ZYX 7343-12)
- Lato A

1. Dreams (Will Come Alive) (Extended Version) – 5:04
2. Dreams (Will Come Alive) (Lick Mix) – 4:15 – Remix di Lick
3. Dreams (Will Come Alive) (D.J. Paradize Underground Mix) – 4:06 – Remix di D.J. Paradize

- Lato B

1. Dreams (Will Come Alive) (Twenty 4 Seven Trance Mix) – 5:47 – Remix di Twenty 4 Seven
2. Dreams (Will Come Alive) (Twenty 4 Seven Trance Dub) – 4:09 – Remix di Twenty 4 Seven

## Classifiche
| Classifica (1994)                 | Posizione raggiunta |
| --------------------------------- | ------------------- |
| Belgio (Fiandre) (Radio 2 Top 30) | 6                   |
| Italia (Hit Parade Italia)        | 4                   |
| Paesi Bassi (Mega Top 50)         | 1                   |
| Svezia (Sverigetopplistan)        | 14                  |
| Svizzera (Singles Top 75)         | 32                  |